# 제321사단 (일본군)
제321사단(일본어: 第321師団 다이산햐쿠니쥬이치시단[*])은 태평양 전쟁 말기에 일본 제국 육군의 제3차 병비 계획에 따라 급조된 연안배비사단으로, 이즈 제도 방위부대였다. 통칭호는 磯 이소[*].

## 역사
독립혼성 제65여단을 기반으로 1945년 6월에 제321사단의 편성을 시작하였다. 간토 지방 방위군인 제12방면군의 예하부대로 지정되었고, 6월 10일부터 6월 26일까지 수송선으로 사령부를 시작으로 부대 대부분이 섬에 도착하였다. 6월 11일에 육군성이 이즈 제도를 제321사단의 책임지역으로 지정하였다.
앞서 이즈 제도의 이즈오섬에는 독립보병 제670대대, 독립중포병 제6대대 제1중대, 특설수상근무 제105중대, 제71비행중대가 앞서 주둔하고 있었다. 독립보병 제670대대는 7월 10일에 독립혼성 제66여단으로 넘어가 미야케섬의 방위부대로 지정되었다. 독립중포병 제6대대 제1중대와 특설수상근무 제105중대는 사단 지원부대로서 남았고, 제71비행중대는 서북부의 비행장에서 남은채로 사단의 지휘를 받지 않았다.
편성을 마친 사단은 연합군의 상륙에 대비하여 해안을 바라보는 방어진지를 갖추고 경사로를 만들다가 종전을 맞이하였다. 10월 11일에 완전히 부대는 해산하였다.

## 지휘부
- 사단장: 중장 矢崎勘十 야자키 간쥬(일본어판) [*]; 1945 년 6월 1일 ~ 종전 [5]
- 참모장: 대좌 鵜飼仁 우카이 히토시[*]; 1945 년 6월 1일 ~ 종전[6]

## 부대
전투 서열은 아래와 같으며, 부대이름 (통칭호, 위장명칭) 순이다.
- 사령부 (이소27720, 동부제6부대)
- 보병 제325연대 (이소27721, 동부제83부대)
- 보병 제326연대 (이소27722, 동부제63부대)
- 보병 제327연대 (이소27723, 동부제64부대)
- 사단 포병대 (이소27724, 동부제12부대) - 94식 산포 8문, 7년식 10cm 카농포
- 사단 공병대 (이소27725, 동부제14부대)
- 사단 통신대 (이소27726, 동부제16부대)
- 사단 치중병대 (이소27727, 동부제17부대)
- 사단 야전병원 (이소2778, 동부제6부대)
- 도쿄항 요새 중포병연대 제3대대 - 28cm 유탄포 2문, 96식 50cm 카농포, 7년식 10cm 카농포 4문
- 독립보병 제670대대
- 독립중포병 제6대대 1중대 - 96식 15cm 유탄포 4문
- 특설수상근무 제105중대
- 제5공사대
- 박격포 제5대대 - 2식 12cm 박격포 18문

## 참고
1. ↑  戦史叢書51 1971, 231쪽.
2. ↑  戦史叢書51 1971, 544-545쪽.
3. ↑  戦史叢書51 1971, 546-547쪽.
4. 1 2  陸軍省 (1945년 10월). “マ」司令部提出　帝国陸軍部隊調査表　集成表（原簿）List2 - (1)』” (일본어). 2023년 7월 15일에 확인함.
5. ↑  秦郁彦 2005, 382쪽.
6. ↑  外山操 1987, 1110쪽.
7. ↑  陸軍省. “第３２１師団” (일본어). 2023년 7월 15일에 확인함.
8. ↑  戦史叢書51 1971付図2「大島配備要図」

### 자료
- 秦郁彦 (2005). 《日本陸海軍総合事典》 (일본어) 2판. 東京大学出版会.
- 外山操 (1987).  森松俊夫, 편집. 《帝国陸軍編制総覧》 (일본어). 芙蓉書房.
- 伊藤常男 (1971년 11월). 《本土決戦準備(1)関東の防衛》. 戦史叢書 (일본어) 51. 朝雲新聞社.